# 376 (tal)
376 är det naturliga talet som följer 375 och som följs av 377.

## Inom vetenskapen
- 376 Geometria, en asteroid.

## Inom matematiken
- 376 är ett jämnt tal
- 376 är ett sammansatt tal
- 376 är ett defekt tal
- 376 är ett pentagontal